# Rudolf Schoeller
Rudolf Schoeller (Düren, Duitsland, 27 april 1902 - Grabs, 7 maart 1978) was een autocoureur uit Zwitserland. Hij was een telg uit een invloedrijke Duitse familie van industriëlen, fabrieksdirecteuren e.d.. Omdat zijn vader en grootvader ook in Zürich hadden gewoond, was Rudolf Zwitser. Zijn eerste races reed Rudolf Scholler enige jaren voor de Tweede Wereldoorlog. Hij nam deel aan de Grand Prix van Duitsland in 1952 voor het team Ferrari, maar viel uit en scoorde zo geen punten voor het wereldkampioenschap Formule 1.